# European Cup di ginnastica ritmica 2025
La European Cup di ginnastica ritmica 2025 è un concorso di ginnastica ritmica fondato dalla Federazione Internazionale di Ginnastica (FIG). Le ginnaste sono invitate dalla Federazione in base ai risultati e alle classifiche delle precedenti competizioni, quali i Campionati del Mondo o le Olimpiadi. Nell'edizione 2025 si è composta di due sola tappa, in Azerbaijan e in Bulgaria.

## Calendario
| Data         | Location | Fonte |
| ------------ | -------- | ----- |
| 1-4 maggio   | Baku     | [ 1 ] |
| 15-18 maggio | Burgas   | [ 2 ] |

## Paesi partecipanti
Hanno preso parte 28 nazioni:
- Armenia
- Azerbaigian
- Bosnia ed Erzegovina
- Bulgaria
- RD del Congo
- Costa Rica
- Croazia
- Cipro
- Rep. Ceca
- Egitto

- Estonia
- Francia
- Georgia
- Ungheria
- India
- Israele
- Italia
- Corea del Sud
- Lettonia
- Lituania

- Lussemburgo
- Moldavia
- Macedonia del Nord
- Montenegro
- Polonia
- Romania
- Serbia
- Ucraina

## Vincitori

### Baku
| Competizioni       | Oro                 | Argento       | Bronzo              |
| ------------------ | ------------------- | ------------- | ------------------- |
| Gare a squadra     |                     |               |                     |
| Cross battle       | Bulgaria            | Italia        | Azerbaigian         |
| 5 Cerchi           | Italia              | Estonia       | Bulgaria            |
| 3 Nastri + 2 Palle | Azerbaigian         | Ucraina       | Italia              |
| Gare individuali   |                     |               |                     |
| Cross Battle       | Sofia Raffaeli      | Lola Djuraeva | Taisiia Onofriichuk |
| Cerchio            | Taisiia Onofriichuk | Lian Rona     | Tara Dragas         |
| Palla              | Sofia Raffaeli      | Lola Djuraeva | Taisiia Onofriichuk |
| Clavette           | Taisiia Onofriichuk | Tara Dragas   | Dara Malinova       |
| Nastro             | Taisiia Onofriichuk | Tara Dragas   | Amalia Lica         |

### Burgas
| Competizioni       | Oro                  | Argento              | Bronzo               |
| ------------------ | -------------------- | -------------------- | -------------------- |
| Gare a squadra     |                      |                      |                      |
| Cross Battle       | Ungheria             | Bulgaria             | Israele              |
| 5 Cerchi           | Israele              | Bulgaria             | Ungheria             |
| 3 Nastri + 2 Palle | Bulgaria             | Azerbaigian          | Ungheria             |
| Gare individuali   |                      |                      |                      |
| Cross Battle       | Meital Maayam Sumkin | Stiliana Nikolova    | Amalia Lica          |
| Cerchio            | Meital Maayam Sumkin | Dara Stoyanova       | Amalia Lica          |
| Palla              | Stiliana Nikolova    | Vera Tugolukova      | Alona Tal Franco     |
| Clavette           | Stiliana Nikolova    | Amalia Lica          | Meital Maayam Sumkin |
| Nastro             | Stiliana Nikolova    | Meital Maayam Sumkin | Vera Tugolukova      |

## Risultati

### Baku

#### All-Around Squadre
| Posizione | Nazione     | 5      | 3 , 2  | Totale |
| --------- | ----------- | ------ | ------ | ------ |
| 1         | Italia      | 24.900 | 24.000 | 48.900 |
| 2         | Estonia     | 22.000 | 23.400 | 45.400 |
| 3         | Ucraina     | 20.850 | 24.350 | 45.200 |
| 4         | Bulgaria    | 21.950 | 23.100 | 45.050 |
| 5         | Azerbaigian | 19.750 | 24.700 | 45.050 |
| 6         | Georgia     | 16.800 | 19.450 | 36.250 |

#### 5 Nastri
| Posizione | Nazione     | D      | E     | A     | Pen   | Totale |
| --------- | ----------- | ------ | ----- | ----- | ----- | ------ |
| 1         | Italia      | 11.000 | 6.050 | 6.950 |       | 24.900 |
| 2         | Estonia     | 9.800  | 5.600 | 6.600 |       | 22.000 |
| 3         | Bulgaria    | 11.100 | 5.100 | 6.650 |       | 21.950 |
| 4         | Ucraina     | 10.300 | 4.600 | 5.950 |       | 20.850 |
| 5         | Azerbaigian | 8.800  | 5.000 | 5.950 |       | 19.750 |
| 6         | Georgia     | 7.300  | 4.300 | 5.500 | 0.300 | 16.800 |

#### 3 Palle & 2 Cerchi
| Posizione | Nazione     | D      | E     | A     | Pen   | Totale |
| --------- | ----------- | ------ | ----- | ----- | ----- | ------ |
| 1         | Azerbaigian | 11.900 | 6.100 | 6.700 |       | 24.700 |
| 2         | Ucraina     | 11.200 | 5.950 | 7.200 |       | 24.350 |
| 3         | Italia      | 10.500 | 6.350 | 7.150 |       | 24.000 |
| 4         | Estonia     | 11.100 | 5.650 | 6.650 |       | 23.400 |
| 5         | Bulgaria    | 11.700 | 5.150 | 6.850 | 0.300 | 23.100 |
| 6         | Georgia     | 8.700  | 5.050 | 6.000 | 0.300 | 19.450 |

### Individualiste
Le classifiche comprendono una sola ginnasta per ciascuna nazione

#### Cerchio
| Posizione | Ginnasta            | Nazione     | D      | E     | A     | Pen | Totale |
| --------- | ------------------- | ----------- | ------ | ----- | ----- | --- | ------ |
| 1         | Taisiia Onofriichuk | Ucraina     | 13.300 | 8.150 | 8.100 |     | 29.550 |
| 2         | Lian Rona           | Israele     | 12.300 | 8.000 | 8.100 |     | 28.400 |
| 3         | Tara Dragas         | Italia      | 12.200 | 7.950 | 7.900 |     | 27.600 |
| 4         | Amalia Lica         | Romania     | 12.100 | 7.500 | 7.850 |     | 27.450 |
| 5         | Oleksandra Shalueva | Bulgaria    | 11.800 | 7.900 | 7.650 |     | 27.350 |
| 6         | Fanni Pigniczki     | Ungheria    | 11.900 | 7.500 | 7.500 |     | 26.900 |
| 7         | Kamilla Seyidzade   | Azerbaigian | 11.000 | 7.650 | 7.600 |     | 26.250 |
| 8         | Valeria Valesevits  | Estonia     | 11.500 | 7.550 | 7.150 |     | 26.200 |

#### Palla
| Posizione | Ginnasta            | Nazione     | D      | E     | A     | Pen | Total  |
| --------- | ------------------- | ----------- | ------ | ----- | ----- | --- | ------ |
| 1         | Sofia Raffaeli      | Italia      | 11.900 | 8.050 | 7.950 |     | 27.900 |
| 2         | Lola Djuraeva       | Uzbekistan  | 12.000 | 7.950 | 7.600 |     | 27.550 |
| 3         | Taisiia Onofriichuk | Ucraina     | 11.900 | 7.600 | 7.950 |     | 27.450 |
| 4         | Fanni Pigniczki     | Ungheria    | 11.000 | 7.750 | 7.500 |     | 26.250 |
| 5         | Dara Malinova       | Bulgaria    | 10.800 | 7.650 | 7.650 |     | 26.100 |
| 6         | Andreea Verdes      | Romania     | 10.700 | 7.900 | 7.500 |     | 26.100 |
| 7         | Lian Rona           | Israele     | 10.200 | 8.000 | 7.700 |     | 25.900 |
| 8         | Govhar Ibrahimova   | Azerbaigian | 10.100 | 7.550 | 7.550 |     | 25.200 |

#### Clavette
| Posizione | Ginnasta            | Nazione    | D      | E     | A     | Pen   | Totale |
| --------- | ------------------- | ---------- | ------ | ----- | ----- | ----- | ------ |
| 1         | Taisiia Onofriichuk | Ucraina    | 12.500 | 7.800 | 8.000 |       | 28.300 |
| 2         | Tara Dragas         | Italia     | 12.400 | 7.750 | 7.900 | 0.050 | 28.000 |
| 3         | Dara Malinova       | Bulgaria   | 12.100 | 7.650 | 7.800 | 0.100 | 27.450 |
| 4         | Mishel Nesterova    | Uzbekistan | 12.000 | 7.400 | 7.350 |       | 26.750 |
| 5         | Hanna Panna Wiesner | Ungheria   | 11.400 | 7.550 | 7.600 |       | 26.550 |
| 6         | Daniela Munits      | Israele    | 10.900 | 7.550 | 7.750 |       | 26.200 |
| 7         | Amalia Lica         | Romania    | 10.800 | 7.400 | 7.750 | 0.100 | 25.850 |
| 8         | Tamara Artic        | Croazia    | 11.000 | 7.300 | 7.500 | 0.050 | 25.750 |

#### Nastro
| Posizione | Ginnasta            | Nazione     | D      | A     | E     | Pen   | Totale |
| --------- | ------------------- | ----------- | ------ | ----- | ----- | ----- | ------ |
| 1         | Taisiia Onofriichuk | Ucraina     | 12.500 | 7.750 | 8.200 |       | 28.450 |
| 2         | Tara Dragas         | Italia      | 12.200 | 7.350 | 7.700 | 0.050 | 27.200 |
| 3         | Amalia Lica         | Romania     | 11.900 | 7.350 | 7.700 | 0.100 | 26.850 |
| 4         | Fanni Pigniczki     | Ungheria    | 11.700 | 7.200 | 7.450 |       | 26.350 |
| 5         | Valeria Valasevits  | Estonia     | 11.600 | 7.400 | 7.200 | 0.050 | 26.150 |
| 6         | Oleksandra Shalueva | Bulgaria    | 10.700 | 7.400 | 7.750 | 0.150 | 25.700 |
| 7         | Lola Djuraeva       | Uzbekistan  | 10.400 | 7.600 | 7.850 |       | 25.400 |
| 8         | Kamila Seyidzade    | Azerbaigian | 10.400 | 7.450 | 7.550 |       | 25.400 |

#### Cross battle
| Ginnasta 1         | Punteggio | Ginnasta 2          | Punteggio |
| ------------------ | --------- | ------------------- | --------- |
| Kamilla Seyidzade  | 23.000    | Taisiia Onofriichuk | 29.150    |
| Dara Malinova      | 28.050    | Daniela Munits      | 28.200    |
| Valeria Valasevits | 26.200    | Sofia Raffaeli      | 29.200    |
| Fanni Pigniczki    | 26.500    | Oleksandra Shalueva | 27.300    |

| Ginnasta 1    | Punteggio | Ginnasta 2          | Punteggio |
| ------------- | --------- | ------------------- | --------- |
| Lian Rona     | 28.250    | Tara Dragas         | 26.900    |
| Amalia Lica   | 25.900    | Andreea Verdes      | 26.450    |
| Lola Djuraeva | 26.800    | Mishel Nesterova    | 24.250    |
| Polina Karika | 27.550    | Hanna Panna Wiesner | 25.150    |

| Ginnasta 1          | Punteggio | Ginnasta 2     | Punteggio |
| ------------------- | --------- | -------------- | --------- |
| Oleksandra Shalueva | 23.100    | Sofia Raffaeli | 28.100    |
| Taisiia Onofriichuk | 28.200    | Daniela Munits | 26.050    |

| Ginnasta 1     | Punteggio | Ginnasta 2    | Punteggio |
| -------------- | --------- | ------------- | --------- |
| Andreea Verdes | 26.650    | Polina Karika | 27.350    |
| Lian Rona      | 27.600    | Lola Djuraeva | 28.950    |

| Gymnast 1           | Punteggio | Gymnast 2      | Punteggio |
| ------------------- | --------- | -------------- | --------- |
| Taisiia Onofriichuk | 27.050    | Sofia Raffaeli | 27.300    |
| Lola Djuraeva       | 29.250    | Polina Karika  | 27.650    |

| Gymnast 1           | Punteggio | Gymnast 2     | Punteggio |
| ------------------- | --------- | ------------- | --------- |
| Taisiia Onofriichuk | 26.250    | Polina Karika | 21.800    |

| Gymnast 1      | Punteggio | Gymnast 2     | Punteggio |
| -------------- | --------- | ------------- | --------- |
| Sofia Raffaeli | 28.700    | Lola Djuraeva | 27.250    |

#### Team
| Posizione | Nazione              | Totale |
| --------- | -------------------- | ------ |
| 1         | Bulgaria             | 97.750 |
| 2         | Italia               | 97.250 |
| 3         | Israele              | 96.800 |
| 4         | Ucraina              | 95.850 |
| 5         | Ungheria             | 95.300 |
| 6         | Azerbaigian          | 94.200 |
| 7         | Polonia              | 94.100 |
| 8         | Estonia              | 93.200 |
| 9         | Georgia              | 92.250 |
| 10        | Romania              | 92.250 |
| 11        | Cipro                | 90.300 |
| 12        | Serbia               | 87.350 |
| 13        | Lussemburgo          | 87.050 |
| 14        | Rep. Ceca            | 85.400 |
| 15        | Montenegro           | 82.400 |
| 16        | India                | 62.850 |
| 17        | Bosnia ed Erzegovina | 56.750 |

#### Cerchio
| Posizione | Ginnasta           | Nazione     | D      | E     | A     | Pen   | Totale |
| --------- | ------------------ | ----------- | ------ | ----- | ----- | ----- | ------ |
| 1         | Rebekka Miller     | Israele     | 10.300 | 7.650 | 8.150 |       | 26.100 |
| 2         | Magdalena Valkova  | Bulgaria    | 10.300 | 7.350 | 7.950 |       | 25.600 |
| 3         | Elena Vukmir       | Ungheria    | 10.500 | 7.450 | 7.550 |       | 25.500 |
| 4         | Carol Michelotti   | Italia      | 9.400  | 7.600 | 7.500 |       | 24.500 |
| 5         | Sofiia Krainska    | Ucraina     | 9.400  | 7.400 | 7.600 |       | 24.400 |
| 6         | Lina Heleika       | Egitto      | 8.000  | 7.300 | 7.800 |       | 23.100 |
| 7         | Azada Atakishiyeva | Azerbaigian | 8.500  | 6.900 | 7.550 |       | 22.950 |
| 8         | Andela Vukovic     | Montenegro  | 6.700  | 7.100 | 7.650 | 0.050 | 21.400 |

#### Palla
| Posizione | Ginnasta            | Nazione     | D     | E     | A     | Pen   | Totale |
| --------- | ------------------- | ----------- | ----- | ----- | ----- | ----- | ------ |
| 1         | Alice Rozenberg     | Israele     | 9.700 | 7.500 | 7.850 | 0.050 | 25.000 |
| 2         | Kseniya Zhyzhych    | Polonia     | 9.000 | 7.450 | 7.550 |       | 24.000 |
| 3         | Sofia Jakovleva     | Estonia     | 9.100 | 7.300 | 7.550 |       | 23.950 |
| 4         | Ginevra Bindi       | Italia      | 9.000 | 7.450 | 7.450 |       | 23.900 |
| 5         | Aleksa Rasheva      | Bulgaria    | 8.900 | 7.400 | 7.600 |       | 23.900 |
| 6         | Regina Orvendi      | Ungheria    | 8.500 | 6.950 | 7.400 |       | 22.850 |
| 7         | Shams Aghahuseynova | Azerbaigian | 8.100 | 6.650 | 7.550 |       | 22.300 |
| 8         | Anna Vykhodets      | Ucraina     | 7.500 | 6.650 | 7.500 |       | 21.650 |

#### Clavette
| Posizione | Ginnasta              | Nazione  | D      | E     | A     | Pen | Totale |
| --------- | --------------------- | -------- | ------ | ----- | ----- | --- | ------ |
| 1         | Antoaneta Tsankova    | Bulgaria | 10.300 | 7.750 | 7.800 |     | 25.850 |
| 2         | Viktoriia Dorofieieva | Ucraina  | 10.100 | 7.800 | 7.650 |     | 25.550 |
| 3         | Franciska Hesz        | Ungheria | 9.500  | 7.550 | 7.450 |     | 24.500 |
| 4         | Carol Michelotti      | Italia   | 9.100  | 7.600 | 7.600 |     | 24.300 |
| 5         | Kseniya Zhyzhych      | Polonia  | 8.800  | 7.600 | 7.600 |     | 24.000 |
| 6         | Milla Shavladze       | Georgia  | 8.900  | 7.250 | 7.700 |     | 23.850 |
| 7         | Sofiya Gandlin        | Israele  | 8.900  | 7.050 | 7.750 |     | 23.700 |
| 8         | Lina Heleika          | Egitto   | 8.200  | 7.100 | 7.650 |     | 22.950 |

#### Nastro
| Posizione | Ginnasta            | Nazione     | D      | E     | A     | Pen   | Totale |
| --------- | ------------------- | ----------- | ------ | ----- | ----- | ----- | ------ |
| 1         | Liubov Gorashchenko | Ucraina     | 10.100 | 7.650 | 7.750 |       | 25.500 |
| 2         | Kseniya Zhyzhych    | Polonia     | 9.500  | 7.550 | 7.550 |       | 24.600 |
| 3         | Shams Aghahuseynova | Azerbaigian | 9.100  | 7.400 | 7.900 |       | 24.400 |
| 4         | Alice Rozenberg     | Israele     | 9.000  | 7.450 | 7.900 |       | 24.350 |
| 5         | Elena Vukmir        | Ungheria    | 9.600  | 7.350 | 7.400 |       | 24.350 |
| 6         | Lina Heleika        | Egitto      | 8.200  | 7.000 | 7.550 |       | 22.750 |
| 7         | Ginevra Bindi       | Italia      | 8.300  | 7.300 | 7.450 | 0.600 | 22.450 |
| 8         | Rebecca Ulvoczki    | Romania     | 7.400  | 6.650 | 6.600 |       | 20.650 |

#### All-Around
| Posizione | Nazione     | 5      | 5      | Totale |
| --------- | ----------- | ------ | ------ | ------ |
| 1         | Bulgaria    | 25.800 | 25.350 | 51.150 |
| 2         | Ucraina     | 24.200 | 23.650 | 47.850 |
| 3         | Israele     | 23.900 | 22.600 | 46.500 |
| 4         | Italia      | 21.150 | 25.100 | 46.250 |
| 5         | Ungheria    | 22.550 | 21.500 | 44.050 |
| 6         | Polonia     | 22.500 | 21.250 | 43.750 |
| 7         | Azerbaigian | 21.100 | 20.300 | 41.400 |
| 8         | Georgia     | 20.550 | 20.100 | 40.650 |
| 9         | Estonia     | 18.750 | 19.550 | 38.300 |

#### 5 Cerchi
| Posizione | Nation      | D      | E     | A     | Pen   | Totale |
| --------- | ----------- | ------ | ----- | ----- | ----- | ------ |
| 1         | Bulgaria    | 11.500 | 7.400 | 8.200 |       | 27.100 |
| 2         | Israele     | 10.200 | 6.700 | 7.750 |       | 24.650 |
| 3         | Azerbaigian | 9.600  | 6.500 | 7.400 |       | 23.500 |
| 4         | Italia      | 9.600  | 6.300 | 7.450 |       | 23.350 |
| 5         | Polonia     | 9.400  | 6.700 | 7.000 |       | 23.100 |
| 6         | Ungheria    | 9.400  | 5.850 | 7.100 | 0.300 | 22.050 |
| 7         | Georgia     | 8.600  | 6.200 | 7.150 |       | 21.950 |
| 8         | Ucraina     | 9.100  | 6.000 | 7.300 | 0.600 | 21.800 |

#### 10 Clavette
| Posizione | Nazione     | D     | E     | A     | Pen   | Totale |
| --------- | ----------- | ----- | ----- | ----- | ----- | ------ |
| 1         | Bulgaria    | 9.700 | 7.200 | 8.050 |       | 24.950 |
| 2         | Italia      | 9.500 | 6.550 | 7.500 |       | 23.550 |
| 3         | Azerbaigian | 9.400 | 6.850 | 7.250 |       | 23.500 |
| 4         | Israele     | 9.300 | 6.700 | 7.250 |       | 23.250 |
| 5         | Ucraina     | 8.900 | 6.650 | 7.600 |       | 23.150 |
| 6         | Polonia     | 8.000 | 6.700 | 6.900 |       | 21.600 |
| 7         | Georgia     | 8.200 | 6.500 | 7.000 | 0.300 | 21.400 |
| 8         | Ungheria    | 8.300 | 5.650 | 6.950 | 0.600 | 20.300 |

## Medagliere
| Posiz. | Nazione     | Oro | Argento | Bronzo | Totale |
| ------ | ----------- | --- | ------- | ------ | ------ |
| 1      | Bulgaria    | 5   | 5       | 2      | 11     |
| 2      | Italia      | 3   | 3       | 2      | 8      |
| 3      | Israele     | 3   | 2       | 2      | 7      |
| 4      | Ucraina     | 3   | 1       | 2      | 6      |
| 5      | Azerbaigian | 1   | 1       | 1      | 3      |
| 6      | Ungheria    | 1   | 0       | 2      | 3      |
| 7      | Uzbekistan  | 0   | 2       | 0      | 2      |
| 8      | Romania     | 0   | 1       | 2      | 3      |
| 8      | Cipro       | 0   | 1       | 2      | 3      |
| 10     | Estonia     | 0   | 1       | 0      | 1      |
| Totale | Totale      | 16  | 16      | 16     | 48     |